# جولیا باترفلای هیل
جولیا باترفلای هیل (انگلیسی: Julia Butterfly Hill؛ زادهٔ ۱۸ فوریهٔ ۱۹۷۴) سخنران انگیزشی، نویسنده، و طرفدار محیط زیست اهل ایالات متحده آمریکا است.
از فیلم‌ها یا برنامه‌های تلویزیونی که وی در آن نقش داشته‌است می‌توان به پروانه اشاره کرد.